# Ingram Olkin
Ingram Olkin (ur. 23 lipca 1924 w Waterbury, zm. 28 kwietnia 2016 w Palo Alto) – amerykański statystyk i badacz edukacyjny, profesor Uniwersytetu Stanforda. 
Jego zainteresowania badawcze dotyczyły wykorzystania analiz statystycznych w badaniach edukacyjnych, algebry liniowej, majoryzacji i przeprowadzania metaanaliz. Był jednym z twórców (razem z Albertem Marshallem) tzw. rozkładu Marshalla-Olkina.

## Ważniejsze dzieła
- Inequalities: Theory of Majorization and its Applications (współautor: Albert Marshall)
- Statistical Methods for Meta-Analysis (współautor: Larry Hedges)